# Saison 2010-2011 de la LNH
Saison précédente Saison suivante
La saison 2010-2011 est la 93e saison de la Ligue nationale de hockey, ligue professionnelle de hockey sur glace d'Amérique du Nord. La saison régulière débute, le 7 octobre 2010, pour la quatrième saison consécutive en Europe avec la présentation d'un nombre record de six matchs à Helsinki en Finlande, Stockholm en Suède et Prague en République tchèque. C'est la dernière saison des Thrashers d'Atlanta, qui déménagent à Winnipeg au Canada à partir de la saison 2011-2012.
Le 58e Match des étoiles a eu lieu du 28 au 30 janvier 2011 sur la patinoire des Hurricanes de la Caroline, le RBC Center. La saison régulière se termine le 10 avril 2011 pour faire place aux séries éliminatoires de la Coupe Stanley qui voit la victoire des Bruins de Boston face aux Canucks de Vancouver en sept rencontres.

## Saison régulière

### Grandes dates de la saison
Plusieurs équipes de la LNH décident pour cette nouvelle saison de changer de maillots et d'en promouvoir un troisième : les Ducks d'Anaheim, les Sabres de Buffalo, les Flames de Calgary, les Blue Jackets de Columbus, les Stars de Dallas, les Kings de Los Angeles, les Islanders de New York, les Rangers de New York, les Flyers de Philadelphie, les Penguins de Pittsburgh et les Maple Leafs de Toronto.

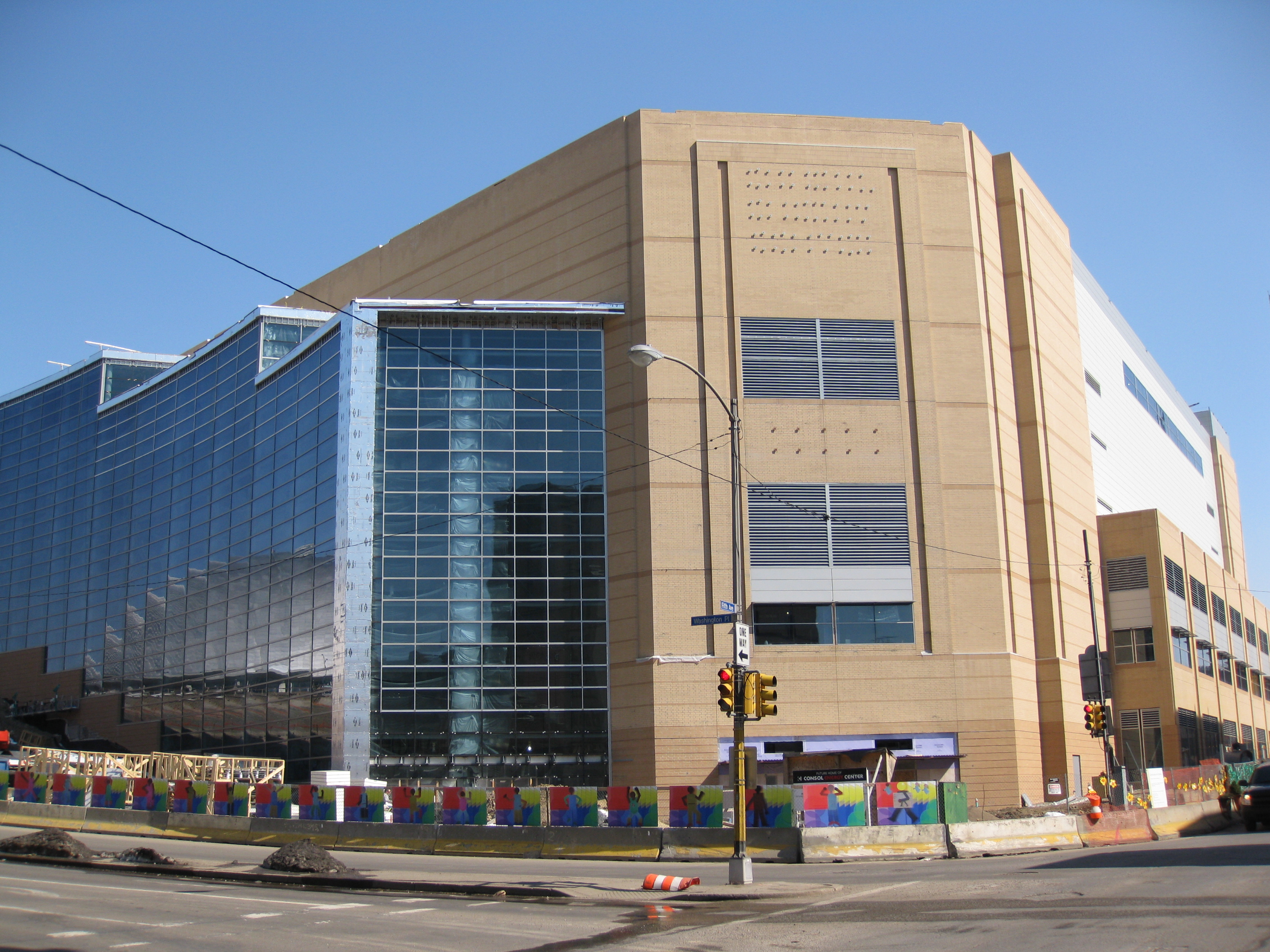
Le Consol Energy Center, nouvel amphithéâtre des Penguins de Pittsburgh.

Les Penguins de Pittsburgh changent également cette saison de patinoire alors qu'ils étaient domiciliés dans le Mellon Arena depuis leurs débuts, en 1967. Les travaux du nouvel aréna des Penguins, ont commencé depuis août 2008 pour un coût total de 290 millions de dollars avec un cofinancement par plusieurs partis dont la franchise. En décembre 2008, la salle est officiellement nommée Consol Energy Center à la suite de l'achat des droits par la société Consol Energy pour 21 ans. La salle peut contenir jusqu'à 18 087 spectateurs et la première rencontre officielle de la LNH disputée dans la salle a lieu le 7 octobre 2010, contre les Flyers de Philadelphie. Ces derniers l'emportent 3-2 alors que le premier but est inscrit par Daniel Brière, des Flyers, en supériorité numérique au bout de 2 minutes 51 secondes de la deuxième période ; il trompe la vigilance du gardien Marc-André Fleury sur une passe de Mike Richards.
Le 4 octobre 2010, dans le cadre d'une rencontre amicale, les Hurricanes de la Caroline affrontent le SKA Saint-Pétersbourg dans sa patinoire du Palais de glace Saint-Pétersbourg en Russie. Deux jours plus tard, également en partie amicale, les Coyotes de Phoenix affrontent le Dinamo Riga au Arena Riga en Lettonie.

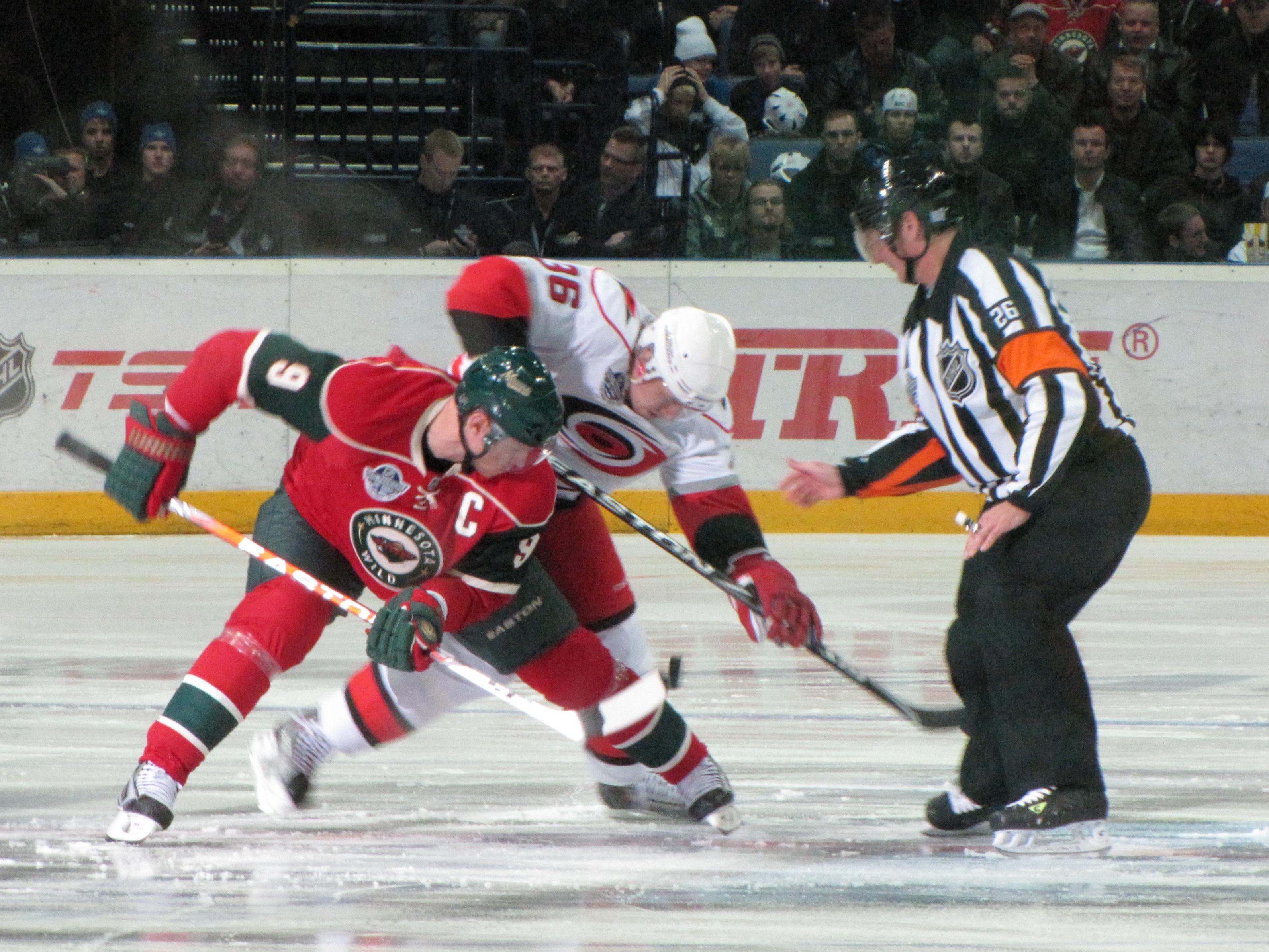
Mise au jeu lors du premier match de la saison entre les Hurricanes de la Caroline et le Wild du Minnesota en Finlande.

Du 7 octobre au 10 octobre, dans les premières parties de la saison régulière, six équipes disputent leurs premières rencontres en Europe : les 7 et 8 octobre les Hurricanes de la Caroline et le Wild du Minnesota s'affrontent à l'Hartwall Arena de Helsinki, en Finlande. Les 8 et 9 octobre, ce sont les Blue Jackets de Columbus qui sont opposés aux Sharks de San José dans l'Ericsson Globe de Stockholm en Suède et enfin, deux parties sont organisées les 9 et 10 octobre entre les Bruins de Boston et les Coyotes de Phoenix au O2 Arena de Prague en République tchèque. Guillaume Latendresse marque le tout premier but de la saison régulière pour le Wild.
Le 1er janvier 2011, la  4e édition de la Classique hivernale, disputée à sur une patinoire extérieure, oppose les Penguins de Pittsburgh aux Capitals de Washington. Cette rencontre est jouée au Heinz Field, domicile des Steelers de Pittsburgh, club de la National Football League. Devant 68 011 spectateurs, les Capitals l'emportent 3-1 et le gardien de but de Washington, Semion Varlamov est élu meilleur joueur.
Le 30 janvier 2011, le 58e Match des étoiles se tient au RBC Center de Raleigh en Caroline du Nord, domicile des Hurricanes de la Caroline. Au lieu d'être répartis par association, les joueurs sont sélectionnés par un repêchage au cours duquel, les capitaines de chaque équipe que sont Eric Staal et Nicklas Lidström, choisissent tout à tour leurs coéquipiers. L'équipe Lidström remporte le match 11-10 et Patrick Sharp est désigné meilleur joueur de la rencontre.

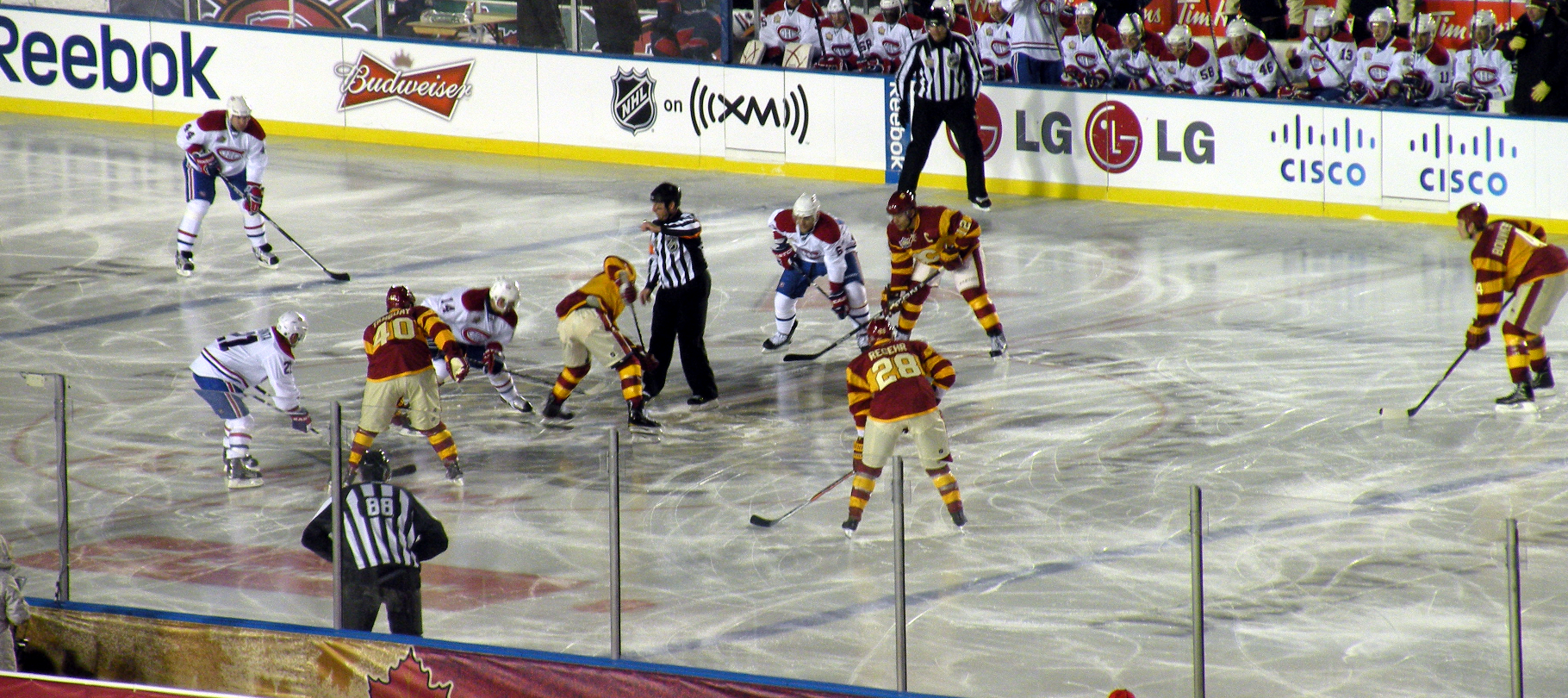
Mise au jeu lors de la Classique Héritage, le 20 février.

Le 20 février 2011, la 2e édition de la Classique Héritage, se joue au Stade McMahon de Calgary, domicile des Stampeders de Calgary de la Ligue canadienne de football, et oppose les Flames de Calgary et les Canadiens de Montréal. Devant 41 022 spectateurs, le gardien de but Miikka Kiprusoff et les Flames blanchissent les Canadiens 4-0.
Le 10 avril 2011 est la dernière journée de la saison régulière et dix équipes jouent leur dernier match du calendrier ; le match entre les Stars de Dallas et le Wild du Minnesota est le tout dernier match joué de la saison. Ce match est décisif pour la qualification des Stars pour les séries éliminatoires mais le Wild le remporte 5-3 et l'équipe de Dallas est éliminée.
Le contrat de la LNH avec NBC et Versus expire à la fin de la saison. Le 19 avril, la LNH décide alors de signer un nouveau contrat de dix ans avec ces deux réseaux pour un total de deux milliards de dollars.

### Numéros retirés
- Le 27 octobre 2010, les Panthers de la Floride retirent le numéro 93 de Bill Torrey, leur directeur général de 1993 à 2001.
- Le 28 octobre 2010, en recevant les Maple Leafs de Toronto les Bruins de Boston retirent le numéro 15 de Milt Schmidt.
- Le 11 décembre 2010, alors qu'ils reçoivent la visite du Lightning de Tampa Bay, les Canucks de Vancouver retirent le numéro 19 de leur ancien capitaine Markus Näslund[15].
- Le 18 février 2011, les Hurricanes de la Caroline retirent le numéro 17 de leur ancien capitaine Rod Brind'Amour alors que les Hurricanes affrontent les Flyers de Philadelphie, équipe pour laquelle Brind'Amour a également évolué[16].

### Faits marquants
- 30 octobre 2010 : quatre tirs de pénalité sont marqués dans quatre matchs différents le même soir pour la première fois dans l'histoire de la LNH ; David Booth, Frans Nielsen, Ryan Callahan et David Steckel sont les marqueurs[17]. Le record précédent était trois tirs de pénalité marqués en un soir dans différents matchs.
- 29 décembre 2010 : Sidney Crosby des Penguins de Pittsburgh réalise vingt-cinq matchs consécutifs avec au moins un point ; la série s'arrête lors d'une défaite 2-1 en prolongation contre les Islanders de New York. Durant cette série, il inscrit vingt-six buts et vingt-quatre aides pour cinquante points en vingt-cinq parties. C'est la plus longe série depuis les trente matchs de Mats Sundin des Nordiques de Québec en 1992-1993[18].
- 2 février 2011 : Johan Franzén des Red Wings de Détroit marque cinq buts lors d'une victoire de 7-5 contre les Sénateurs d'Ottawa[19]. Le dernier joueur à avoir marqué cinq buts au cours du même match est Marián Gáborík du Wild du Minnesota qui a réussi cet exploit le 20 décembre 2007 contre les Rangers de New York[20].

### Paliers franchis

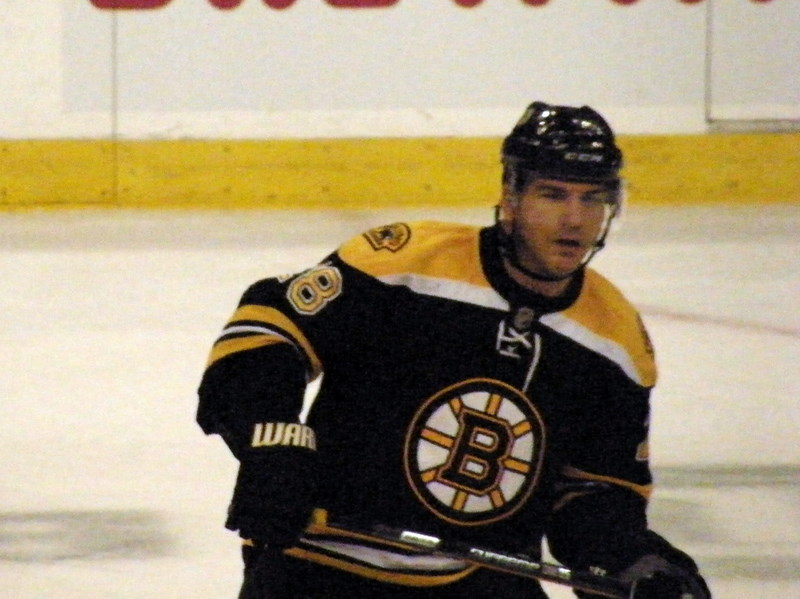
Le 24 novembre, Mark Recchi devient le treizième joueur de l'histoire de la LNH à dépasser la barre des 1500 points.

- Le 22 octobre 2010, Daniel Alfredsson des Sénateurs d'Ottawa réalise un coup du chapeau ; son troisième but est le 1 000e point de sa carrière dans la LNH. Il devient le 75e joueur de l'histoire de la LNH à marquer 1 000 points[21].
- Le 26 octobre, Sergueï Gontchar des Sénateurs joue son 1 000e match dans la LNH.
- Le 28 octobre, Craig Conroy des Flames de Calgary joue son 1 000e match dans la LNH.
- Le 3 novembre, Mike Grier des Sabres de Buffalo joue son 1 000e match dans la LNH.
- Le 6 novembre, Ryan Smyth des Kings de Los Angeles joue son 1 000e match dans la LNH.
- Le 22 novembre, Alekseï Kovaliov des Sénateurs inscrit son 1 000e point dans la LNH en marquant un but. Il est le 76e joueur de la LNH et le troisième Russe à le réaliser ; les deux premiers étant Sergueï Fiodorov et Aleksandr Moguilny.
- Le 24 novembre, Mark Recchi des Bruins de Boston, marque deux buts et inscrit son 1 500e point dans la LNH. Il est seulement le treizième joueur dans l'histoire de la ligue à réussir cet exploit[22].
- Le 26 décembre, Ed Jovanovski des Coyotes de Phoenix joue son 1 000e match dans la LNH.
- Le 27 décembre, le gardien de but Chris Osgood des Red Wings de Détroit réussi sa 400e victoire dans la LNH. Il est le dixième joueur à réussir cet exploit.
- Le 11 janvier 2011, l'entraîneur des Maple Leafs de Toronto, Ron Wilson, gagne sa 600e victoire de sa carrière d'entraîneur dans la LNH. Il est le septième entraîneur compter autant de victoires.
- Le 17 janvier, Patrick Marleau des Sharks de San José et Jamie Langenbrunner des Stars de Dallas jouent leur 1 000e match dans la LNH.
- Le 1er février, Andrew Brunette du Wild du Minnesota joue son 1 000e match dans la LNH.
- Le 10 février, l'entraîneur Jacques Lemaire des Devils du New Jersey gagne lui aussi son 600e match. Il est le huitième entraîneur à le réussir.
- Le 16 février, Cory Stillman des Panthers de la Floride joue son 1 000e match dans la LNH.
- Le 20 février, Todd Bertuzzi des Red Wings de Détroit joue son 1 000e match dans la LNH.
- Le 20 mars, Adrian Aucoin des Coyotes de Phoenix joue son 1 000e match dans la LNH.
- Le 1er avril, Jarome Iginla des Flames de Calgary marque deux buts et ajoute une passe pour atteindre son 1 000e point dans la LNH. Il est le 77e joueur à le réussir[23].
- Le 8 avril, Joe Thornton des Sharks de San José marque son 1 000e point en inscrivant un but ; il devient le 78e joueur de la liste et le quatrième cette saison[24].
- Le 9 avril, Mark Recchi joue son 1 652e match dans la LNH. Dépassant les 1 651 matchs de Chris Chelios, il devient le quatrième joueur ayant joué le plus matchs dans l'histoire de la LNH.

### Le Match des étoiles
Le 58e Match des étoiles de la Ligue nationale de hockey a lieu le 30 janvier 2011 au RBC Center, domicile des Hurricanes de la Caroline, à Raleigh, en Caroline du Nord. Il est organisé d'une nouvelle manière : au lieu d'un match opposant deux équipes de chacune des associations ou de certaines nationalités, la composition des deux équipes d'étoiles est établie par un repêchage alterné où les joueurs sont choisis par les deux capitaines Eric Staal et Nicklas Lidström et leurs assistants-capitaines (Mike Green et Ryan Kesler dans l'équipe de Staal, Martin Saint-Louis et Patrick Kane dans l'équipe de Lidström). Six des douze joueurs commençant le match sont élus par les internautes ; Sidney Crosby est le joueur qui a reçu le plus grand nombre de votes.
| Joueur            | Équipe                 | Votes   |
| ----------------- | ---------------------- | ------- |
| Sidney Crosby     | Penguins de Pittsburgh | 635 509 |
| Kristopher Letang | Penguins de Pittsburgh | 477 960 |
| Marc-André Fleury | Penguins de Pittsburgh | 426 305 |
| Jonathan Toews    | Blackhawks de Chicago  | 407 676 |
| Duncan Keith      | Blackhawks de Chicago  | 382 162 |
| Ievgueni Malkine  | Penguins de Pittsburgh | 376 887 |

Sidney Crosby et Ievgueni Malkine, sélectionnés par le vote des fans, sont tous les deux obligés d'annuler leur participation : Crosby en raison d'une commotion cérébrale à la suite d'un choc reçu le 5 janvier alors que Malkine est blessé au genou depuis le 4 février ; il rate ensuite la fin de la saison. Ces deux joueurs sont remplacés par Paul Stastny de l'Avalanche du Colorado et la recrue Jeff Skinner des Hurricanes de la Caroline qui devient le plus jeune joueur de l'histoire de la LNH à participer aux Matchs des étoiles. Lors du match, l'équipe Lidström l'emporte 11-10 sur l'équipe Staal. Marquant un but et ajoutant deux passes, Patrick Sharp des Blackhawks de Chicago et de l'équipe Staal, est désigné meilleur joueur de la rencontre.

### Classement
Pour les significations des abréviations, voir statistiques du hockey sur glace.

Les leaders de division sont automatiquement classés aux trois premières places de chaque association dont les huit premiers sont qualifiés pour les séries éliminatoires.
| Clt   | Équipe                    | Division | PJ | V  | D  | DP | BP  | BC  | Pts |
| ----- | ------------------------- | -------- | -- | -- | -- | -- | --- | --- | --- |
| +001, | Capitals de Washington    | SE       | 82 | 48 | 23 | 11 | 224 | 197 | 107 |
| +002, | Flyers de Philadelphie    | AT       | 82 | 47 | 23 | 12 | 259 | 223 | 106 |
| +003, | Bruins de Boston          | NE       | 82 | 46 | 25 | 11 | 246 | 195 | 103 |
| +004, | Penguins de Pittsburgh    | AT       | 82 | 49 | 25 | 8  | 238 | 199 | 106 |
| +005, | Lightning de Tampa Bay    | SE       | 82 | 46 | 25 | 11 | 247 | 240 | 103 |
| +006, | Canadiens de Montréal     | NE       | 82 | 44 | 30 | 8  | 216 | 209 | 96  |
| +007, | Sabres de Buffalo         | NE       | 82 | 43 | 29 | 10 | 245 | 229 | 96  |
| +008, | Rangers de New York       | AT       | 82 | 44 | 33 | 5  | 223 | 198 | 93  |
| +009, | Hurricanes de la Caroline | SE       | 82 | 40 | 31 | 11 | 236 | 239 | 91  |
| +010, | Maple Leafs de Toronto    | NE       | 82 | 37 | 34 | 11 | 218 | 251 | 85  |
| +011, | Devils du New Jersey      | AT       | 82 | 38 | 39 | 5  | 174 | 209 | 80  |
| +012, | Thrashers d'Atlanta       | SE       | 82 | 34 | 36 | 12 | 223 | 269 | 80  |
| +013, | Sénateurs d'Ottawa        | NE       | 82 | 32 | 40 | 10 | 192 | 250 | 74  |
| +014, | Islanders de New York     | AT       | 82 | 30 | 39 | 13 | 229 | 264 | 73  |
| +015, | Panthers de la Floride    | SE       | 82 | 30 | 40 | 12 | 195 | 229 | 72  |

| Clt   | Équipe                   | Division | PJ | V  | D  | DP | BP  | BC  | Pts |
| ----- | ------------------------ | -------- | -- | -- | -- | -- | --- | --- | --- |
| +001, | Canucks de Vancouver     | NO       | 82 | 54 | 19 | 9  | 262 | 185 | 117 |
| +002, | Sharks de San José       | PA       | 82 | 48 | 25 | 9  | 248 | 213 | 105 |
| +003, | Red Wings de Détroit     | CE       | 82 | 47 | 25 | 10 | 261 | 241 | 104 |
| +004, | Ducks d'Anaheim          | PA       | 82 | 47 | 30 | 5  | 239 | 235 | 99  |
| +005, | Predators de Nashville   | CE       | 82 | 44 | 27 | 11 | 219 | 194 | 99  |
| +006, | Coyotes de Phoenix       | PA       | 82 | 43 | 26 | 13 | 231 | 226 | 99  |
| +007, | Kings de Los Angeles     | PA       | 82 | 46 | 30 | 6  | 219 | 198 | 98  |
| +008, | Blackhawks de Chicago    | CE       | 82 | 44 | 29 | 9  | 258 | 225 | 97  |
| +009, | Stars de Dallas          | PA       | 82 | 42 | 29 | 11 | 227 | 233 | 95  |
| +010, | Flames de Calgary        | NO       | 82 | 41 | 29 | 12 | 250 | 237 | 94  |
| +011, | Blues de Saint-Louis     | CE       | 82 | 38 | 33 | 11 | 240 | 234 | 87  |
| +012, | Wild du Minnesota        | NO       | 82 | 39 | 35 | 8  | 206 | 233 | 86  |
| +013, | Blue Jackets de Columbus | CE       | 82 | 34 | 35 | 13 | 215 | 258 | 81  |
| +014, | Avalanche du Colorado    | NO       | 82 | 30 | 44 | 8  | 227 | 288 | 68  |
| +015, | Oilers d'Edmonton        | NO       | 82 | 25 | 45 | 12 | 193 | 269 | 62  |

- Champion de la saison régulière
- Vainqueur de division
- Qualifié pour les séries

### Meilleurs joueurs de la saison régulière

#### Classement des pointeurs

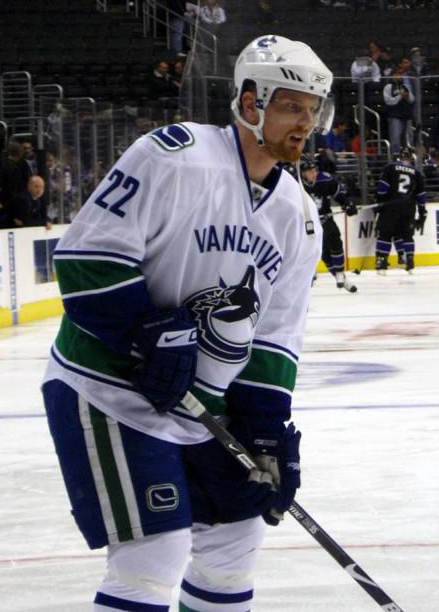
Daniel Sedin meilleur pointeur de la saison.

Après son frère la saison précédente, c'est au tour de Daniel Sedin, joueur suédois des Canucks de Vancouver, de finir meilleur pointeur de la saison régulière avec 104 points marqués en 82 rencontres jouées. Il est le seul joueur au-dessus de la barre des cent points, Martin Saint-Louis du Lightning de Tampa Bay étant deuxième avec 99 points. Le joueur des Ducks d'Anaheim, Corey Perry, est troisième mais également le meilleur buteur de la saison à 50 buts.
| Joueur               | Équipe                 | PJ | B  | A  | Pts | +/- | Pun |
| -------------------- | ---------------------- | -- | -- | -- | --- | --- | --- |
| Daniel Sedin         | Canucks de Vancouver   | 82 | 41 | 63 | 104 | +29 | 32  |
| Martin Saint-Louis   | Lightning de Tampa Bay | 82 | 31 | 68 | 99  | 0   | 12  |
| Corey Perry          | Ducks d'Anaheim        | 82 | 50 | 48 | 98  | +9  | 104 |
| Henrik Sedin         | Canucks Vancouver      | 82 | 19 | 75 | 94  | +26 | 40  |
| Steven Stamkos       | Lightning Tampa Bay    | 82 | 45 | 46 | 91  | +3  | 74  |
| Jarome Iginla        | Flames de Calgary      | 82 | 43 | 43 | 86  | 0   | 40  |
| Aleksandr Ovetchkine | Capitals de Washington | 79 | 32 | 53 | 85  | +24 | 41  |
| Teemu Selänne        | Ducks d'Anaheim        | 73 | 31 | 49 | 80  | +6  | 49  |
| Henrik Zetterberg    | Red Wings de Détroit   | 80 | 24 | 56 | 80  | –1  | 40  |
| Brad Richards        | Stars de Dallas        | 72 | 28 | 49 | 77  | +1  | 24  |

#### Classement des gardiens de but

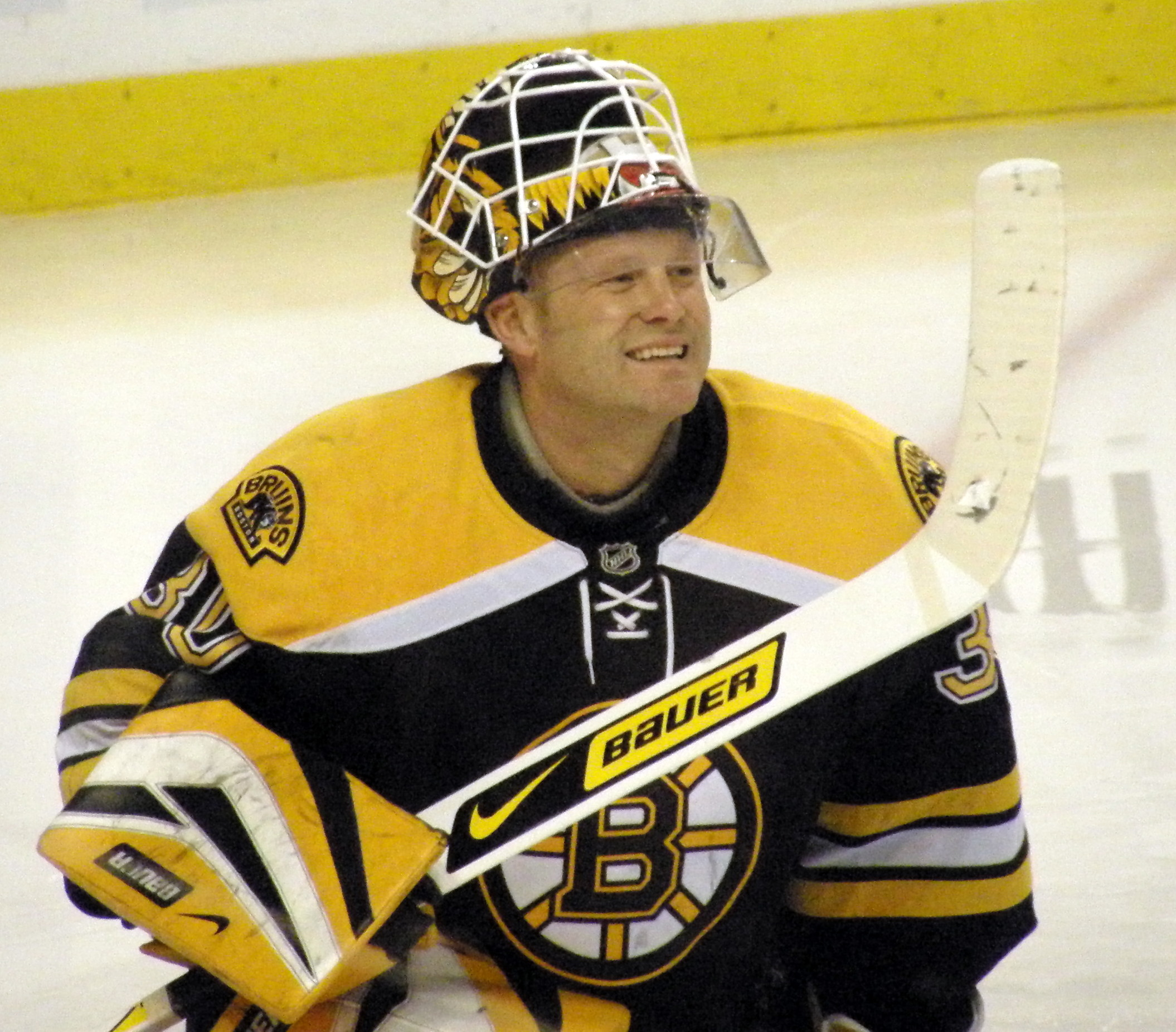
Tim Thomas a la plus faible moyenne de buts accordés pendant la saison.

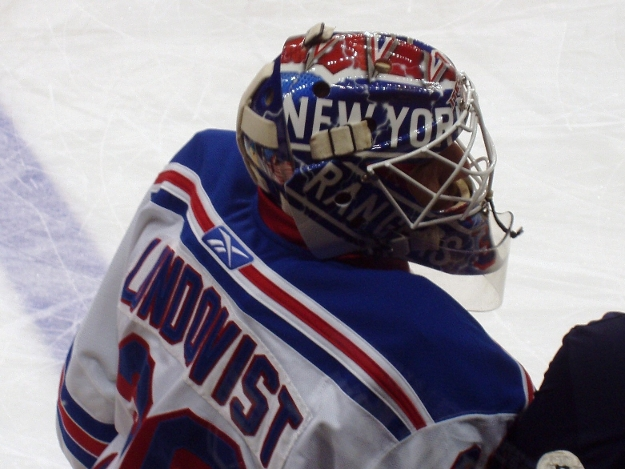
Henrik Lundqvist, meilleur gardien de but pour les blanchissages pendant la saison.

Alors que Tim Thomas ne connait pas de bonnes performances la saison précédente, il devient le gardien numéro un des Bruins de Boston en gagnant trente-cinq matchs contre onze défaites. Il est le meilleur pour la moyenne de buts accordés par match avec une moyenne de 2,00 et il arrête 93,8 % des tirs qu'il reçoit. Le plus grand nombre de victoires est pour Roberto Luongo et Carey Price, respectivement gardiens des Canucks de Vancouver et des Canadiens de Montréal, avec 38 succès chacun. Henrik Lundqvist, gardien des Rangers de New York, réalise onze blanchissages. Lundqvist est également l'unique gardien à atteindre les dix jeux blancs cette saison.
| Gardien           | Équipe                 | PJ | Min           | V  | D  | DP | BC  | BL | %Arr   | Moy  |
| ----------------- | ---------------------- | -- | ------------- | -- | -- | -- | --- | -- | ------ | ---- |
| Tim Thomas        | Bruins de Boston       | 57 | 3363 min 58 s | 35 | 11 | 9  | 112 | 9  | 93,8 % | 2,00 |
| Roberto Luongo    | Canucks de Vancouver   | 60 | 3589 min 39 s | 38 | 15 | 7  | 126 | 4  | 92,8 % | 2,11 |
| Pekka Rinne       | Predators de Nashville | 64 | 3789 min 15 s | 33 | 22 | 9  | 134 | 6  | 93 %   | 2,12 |
| Jonathan Quick    | Kings de Los Angeles   | 61 | 3590 min 34 s | 35 | 22 | 3  | 134 | 6  | 91,8 % | 2,24 |
| Henrik Lundqvist  | Rangers de New York    | 68 | 4006 min 40 s | 36 | 27 | 5  | 152 | 11 | 92,3 % | 2,28 |
| Corey Crawford    | Blackhawks de Chicago  | 57 | 3336 min 37 s | 33 | 18 | 6  | 128 | 4  | 91,7 % | 2,30 |
| Marc-André Fleury | Penguins de Pittsburgh | 65 | 3695 min 10 s | 36 | 20 | 5  | 143 | 3  | 91,8 % | 2,32 |
| Carey Price       | Canadiens de Montréal  | 72 | 4206 min 8 s  | 38 | 28 | 6  | 165 | 8  | 92,3 % | 2.35 |
| Antti Niemi       | Sharks de San José     | 60 | 3523 min 54 s | 35 | 18 | 6  | 140 | 6  | 92 %   | 2,38 |
| Brian Boucher     | Flyers de Philadelphie | 34 | 1884 min 34 s | 18 | 10 | 4  | 76  | 0  | 91,6 % | 2,42 |

## Séries éliminatoires de la Coupe Stanley
|  | Quarts de finale d'association | Quarts de finale d'association | Quarts de finale d'association |   |                        | Demi-finales d'association | Demi-finales d'association | Demi-finales d'association |  |   | Finales d'association | Finales d'association | Finales d'association |  |   | Finale de la Coupe Stanley | Finale de la Coupe Stanley | Finale de la Coupe Stanley |
|  |                                |                                |                                |   |                        |                            |                            |                            |  |   |                       |                       |                       |  |   |                            |                            |                            |
|  | 1                              | Capitals de Washington         | 4                              |   |                        |                            |                            |                            |  |   |                       |                       |                       |  |   |                            |                            |                            |
|  | 8                              | Rangers de New York            | 1                              |   |                        |                            |                            |                            |  |   |                       |                       |                       |  |   |                            |                            |                            |
|  | 8                              | Rangers de New York            | 1                              |   | 2                      | Flyers de Philadelphie     | 0                          |                            |  |   |                       |                       |                       |  |   |                            |                            |                            |
|  |                                |                                |                                |   | 2                      | Flyers de Philadelphie     | 0                          |                            |  |   |                       |                       |                       |  |   |                            |                            |                            |
|  |                                | 3                              | Bruins de Boston               | 4 |                        |                            |                            |                            |  |   |                       |                       |                       |  |   |                            |                            |                            |
|  | 2                              | 3                              | Bruins de Boston               | 4 | Flyers de Philadelphie | 4                          |                            |                            |  |   |                       |                       |                       |  |   |                            |                            |                            |
|  | 2                              |                                |                                |   | Flyers de Philadelphie | 4                          |                            |                            |  |   |                       |                       |                       |  |   |                            |                            |                            |
|  | 7                              | Sabres de Buffalo              | 3                              |   |                        |                            |                            |                            |  |   |                       |                       |                       |  |   |                            |                            |                            |
|  | 7                              | Sabres de Buffalo              | 3                              |   |                        |                            |                            |                            |  | 3 | Bruins de Boston      | 4                     |                       |  |   |                            |                            |                            |
|  | Association de l'Est           |                                |                                |   |                        |                            |                            |                            |  | 3 | Bruins de Boston      | 4                     |                       |  |   |                            |                            |                            |
|  |                                | 5                              | Lightning de Tampa Bay         | 3 |                        |                            |                            |                            |  |   |                       |                       |                       |  |   |                            |                            |                            |
|  | 3                              | 5                              | Lightning de Tampa Bay         | 3 | Bruins de Boston       | 4                          |                            |                            |  |   |                       |                       |                       |  |   |                            |                            |                            |
|  | 3                              |                                |                                |   | Bruins de Boston       | 4                          |                            |                            |  |   |                       |                       |                       |  |   |                            |                            |                            |
|  | 6                              | Canadiens de Montréal          | 3                              |   |                        |                            |                            |                            |  |   |                       |                       |                       |  |   |                            |                            |                            |
|  | 6                              | Canadiens de Montréal          | 3                              |   | 1                      | Capitals de Washington     | 0                          |                            |  |   |                       |                       |                       |  |   |                            |                            |                            |
|  |                                |                                |                                |   | 1                      | Capitals de Washington     | 0                          |                            |  |   |                       |                       |                       |  |   |                            |                            |                            |
|  |                                | 5                              | Lightning de Tampa Bay         | 4 |                        |                            |                            |                            |  |   |                       |                       |                       |  |   |                            |                            |                            |
|  | 4                              | 5                              | Lightning de Tampa Bay         | 4 | Penguins de Pittsburgh | 3                          |                            |                            |  |   |                       |                       |                       |  |   |                            |                            |                            |
|  | 4                              |                                |                                |   | Penguins de Pittsburgh | 3                          |                            |                            |  |   |                       |                       |                       |  |   |                            |                            |                            |
|  | 5                              | Lightning de Tampa Bay         | 4                              |   |                        |                            |                            |                            |  |   |                       |                       |                       |  |   |                            |                            |                            |
|  | 5                              | Lightning de Tampa Bay         | 4                              |   |                        |                            |                            |                            |  |   |                       |                       |                       |  | 3 | Bruins de Boston           | 4                          |                            |
|  |                                |                                |                                |   |                        |                            |                            |                            |  |   |                       |                       |                       |  | 3 | Bruins de Boston           | 4                          |                            |
|  |                                | 1                              | Canucks de Vancouver           | 3 |                        |                            |                            |                            |  |   |                       |                       |                       |  |   |                            |                            |                            |
|  | 1                              | 1                              | Canucks de Vancouver           | 3 | Canucks de Vancouver   | 4                          |                            |                            |  |   |                       |                       |                       |  |   |                            |                            |                            |
|  | 1                              |                                |                                |   | Canucks de Vancouver   | 4                          |                            |                            |  |   |                       |                       |                       |  |   |                            |                            |                            |
|  | 8                              | Blackhawks de Chicago          | 3                              |   |                        |                            |                            |                            |  |   |                       |                       |                       |  |   |                            |                            |                            |
|  | 8                              | Blackhawks de Chicago          | 3                              |   | 1                      | Canucks de Vancouver       | 4                          |                            |  |   |                       |                       |                       |  |   |                            |                            |                            |
|  |                                |                                |                                |   | 1                      | Canucks de Vancouver       | 4                          |                            |  |   |                       |                       |                       |  |   |                            |                            |                            |
|  |                                | 5                              | Predators de Nashville         | 2 |                        |                            |                            |                            |  |   |                       |                       |                       |  |   |                            |                            |                            |
|  | 2                              | 5                              | Predators de Nashville         | 2 | Sharks de San José     | 4                          |                            |                            |  |   |                       |                       |                       |  |   |                            |                            |                            |
|  | 2                              |                                |                                |   | Sharks de San José     | 4                          |                            |                            |  |   |                       |                       |                       |  |   |                            |                            |                            |
|  | 7                              | Kings de Los Angeles           | 2                              |   |                        |                            |                            |                            |  |   |                       |                       |                       |  |   |                            |                            |                            |
|  | 7                              | Kings de Los Angeles           | 2                              |   |                        |                            |                            |                            |  | 1 | Canucks de Vancouver  | 4                     |                       |  |   |                            |                            |                            |
|  | Association de l'Ouest         |                                |                                |   |                        |                            |                            |                            |  | 1 | Canucks de Vancouver  | 4                     |                       |  |   |                            |                            |                            |
|  |                                | 2                              | Sharks de San José             | 1 |                        |                            |                            |                            |  |   |                       |                       |                       |  |   |                            |                            |                            |
|  | 3                              | 2                              | Sharks de San José             | 1 | Red Wings de Détroit   | 4                          |                            |                            |  |   |                       |                       |                       |  |   |                            |                            |                            |
|  | 3                              |                                |                                |   | Red Wings de Détroit   | 4                          |                            |                            |  |   |                       |                       |                       |  |   |                            |                            |                            |
|  | 6                              | Coyotes de Phoenix             | 0                              |   |                        |                            |                            |                            |  |   |                       |                       |                       |  |   |                            |                            |                            |
|  | 6                              | Coyotes de Phoenix             | 0                              |   | 2                      | Sharks de San José         | 4                          |                            |  |   |                       |                       |                       |  |   |                            |                            |                            |
|  |                                |                                |                                |   | 2                      | Sharks de San José         | 4                          |                            |  |   |                       |                       |                       |  |   |                            |                            |                            |
|  |                                | 3                              | Red Wings de Détroit           | 3 |                        |                            |                            |                            |  |   |                       |                       |                       |  |   |                            |                            |                            |
|  | 4                              | 3                              | Red Wings de Détroit           | 3 | Ducks d'Anaheim        | 2                          |                            |                            |  |   |                       |                       |                       |  |   |                            |                            |                            |
|  | 4                              |                                |                                |   | Ducks d'Anaheim        | 2                          |                            |                            |  |   |                       |                       |                       |  |   |                            |                            |                            |
|  | 5                              | Predators de Nashville         | 4                              |   |                        |                            |                            |                            |  |   |                       |                       |                       |  |   |                            |                            |                            |

## Récompenses

### Trophées
| Trophée                                                                                     | Vainqueur                                                                    | Nominés |
| ------------------------------------------------------------------------------------------- | ---------------------------------------------------------------------------- | --- |
| Trophée Calder (Meilleur joueur recrue)                                                     | Jeff Skinner (Hurricanes de la Caroline)                                     | - Michael Grabner des Islanders de New York - Logan Couture des Sharks de San José - Jeff Skinner des Hurricanes de la Caroline |
| Trophée Ted-Lindsay (Meilleur joueur selon les joueurs)                                     | Daniel Sedin (Canucks de Vancouver)                                          | - Corey Perry des Ducks d'Anaheim - Daniel Sedin des Canucks de Vancouver - Steven Stamkos du Lightning de Tampa Bay            |
| Trophée Art-Ross (Meilleur pointeur de la saison)                                           | Daniel Sedin (Canucks de Vancouver) avec 104 points                          | |
| Trophée Hart (Meilleur joueur selon les journalistes)                                       | Corey Perry (Ducks d'Anaheim)                                                | - Corey Perry des Ducks d'Anaheim - Daniel Sedin des Canucks de Vancouver - Martin Saint-Louis du Lightning de Tampa Bay        |
| Trophée Conn-Smythe (Meilleur joueur des séries)                                            | Tim Thomas (Bruins de Boston)                                                | |
| Trophée Bill-Masterton (Joueur avec le plus de qualités de persévérance et esprit d'équipe) | Ian Laperrière (Flyers de Philadelphie)                                      | - Ray Emery des Ducks d'Anaheim - Daymond Langkow des Flames de Calgary - Ian Laperrière des Flyers de Philadelphie             |
| Trophée Frank-J.-Selke (Meilleur attaquant défensif)                                        | Ryan Kesler (Canucks de Vancouver)                                           | - Pavel Datsiouk des Red Wings de Détroit - Ryan Kesler des Canucks de Vancouver - Jonathan Toews des Blackhawks de Chicago     |
| Trophée Jack-Adams (Meilleur entraîneur)                                                    | Dan Bylsma (Penguins de Pittsburgh)                                          | - Alain Vigneault des Canucks de Vancouver - Barry Trotz des Predators de Nashville - Dan Bylsma des Penguins de Pittsburgh     |
| Trophée James-Norris (Meilleur défenseur)                                                   | Nicklas Lidström (Red Wings de Détroit)                                      | - Zdeno Chára des Bruins de Boston - Nicklas Lidström des Red Wings de Détroit - Shea Weber des Predators de Nashville          |
| Trophée King-Clancy (Contribution à la communauté)                                          | Doug Weight (Islanders de New York)                                          | |
| Trophée Lady Byng (Joueur le plus fairplay)                                                 | Martin Saint-Louis (Lightning de Tampa Bay)                                  | - Loui Eriksson des Stars de Dallas - Nicklas Lidström des Red Wings de Détroit - Martin Saint-Louis du Lightning de Tampa Bay  |
| Trophée Lester-Patrick (Services rendus au monde du hockey)                                 | Mark Johnson, Toni Rossi, Bob Pulford et Jeff Sauer                          | |
| Trophée Maurice-Richardr />(Meilleur buteur de la saison)                                   | Corey Perry (Ducks d'Anaheim) avec 50 buts                                   | |
| Trophée Vézina (Meilleur gardien de but)                                                    | Tim Thomas (Bruins de Boston)                                                | - Tim Thomas des Bruins de Boston - Roberto Luongo des Canucks de Vancouver - Pekka Rinne des Predators de Nashville            |
| Trophée William-M.-Jennings (Gardiens de l'équipe ayant accordé le moins de buts)           | Roberto Luongo et Cory Schneider (Canucks de Vancouver) avec 185 buts contre | |
| Trophée plus-moins de la LNH (Joueur avec le meilleur différentiel +/-)                     | Zdeno Chára (Bruins de Boston) avec +33                                      | |
| Trophée du directeur général de l'année de la LNH (Meilleur directeur général)              | Mike Gillis (Canucks de Vancouver)                                           | |

| Trophée                                                                                           | Équipe                               |
| ------------------------------------------------------------------------------------------------- | ------------------------------------ |
| Trophée des présidents (Équipe de la saison régulière avec le plus de points)                     | Canucks de Vancouver avec 117 points |
| Trophée Clarence-S.-Campbell (Vainqueur de la finale de l'association de l'Ouest lors des séries) | Canucks de Vancouver                 |
| Trophée Prince de Galles (Vainqueur de la finale de l'association de l'Est lors des séries)       | Bruins de Boston                     |
| Coupe Stanley (Vainqueur des séries)                                                              | Bruins de Boston.                    |

### Équipes d'étoiles
| Position       | Joueur           | Équipe                 |
| -------------- | ---------------- | ---------------------- |
| Gardien de but | Timothy Thomas   | Bruins de Boston       |
| Défenseur      | Nicklas Lidström | Red Wings de Détroit   |
| Défenseur      | Shea Weber       | Predators de Nashville |
| Ailier gauche  | Daniel Sedin     | Canucks de Vancouver   |
| Centre         | Henrik Sedin     | Canucks de Vancouver   |
| Ailier droit   | Corey Perry      | Ducks d'Anaheim        |

| Position       | Joueur               | Équipe                 |
| -------------- | -------------------- | ---------------------- |
| Gardien de but | Pekka Rinne          | Predators de Nashville |
| Défenseur      | Zdeno Chára          | Bruins de Boston       |
| Défenseur      | Ľubomír Višňovský    | Ducks d'Anaheim        |
| Ailier gauche  | Aleksandr Ovetchkine | Capitals de Washington |
| Centre         | Steven Stamkos       | Lightning de Tampa Bay |
| Ailier droit   | Martin Saint-Louis   | Lightning de Tampa Bay |

| Position       | Joueur              | Équipe                    |
| -------------- | ------------------- | ------------------------- |
| Gardien de but | Corey Crawford      | Blackhawks de Chicago     |
| Défenseur      | John Carlson        | Capitals de Washington    |
| Défenseur      | Pernell Karl Subban | Canadiens de Montréal     |
| Attaquant      | Logan Couture       | Sharks de San José        |
| Attaquant      | Michael Grabner     | Islanders de New York     |
| Attaquant      | Jeff Skinner        | Hurricanes de la Caroline |